# Star Trek: Starfleet Academy
Star Trek: Starfleet Academy is een videospel dat werd ontwikkeld en uitgegeven door Interplay Productions. Het spel kwam in 1997 uit voor de Macintosch en Windows. In het spel moet de speler missies vliegen. Het perspectief van het spel wordt weergegeven in de eerste persoon.

## Platforms
| jaar | platform           |
| ---- | ------------------ |
| 1997 | Macintosh, Windows |

## Ontvangst
| Beoordeeld door                | Jaar | Platform  | Score |
| ------------------------------ | ---- | --------- | ----- |
| PC Player (Duitsland)          | 1997 | Windows   | 100%  |
| Mac Gamer                      | 1997 | Macintosh | 90%   |
| GameStar (Duitsland)           | 2009 | Windows   | 85%   |
| Power Play                     | 1997 | Windows   | 83%   |
| Gamesmania                     | 1997 | Windows   | 80%   |
| Gamezilla                      | 2001 | Windows   | 79%   |
| PC Jeux                        | 1997 | Windows   | 72%   |
| G4 TV: The Electric Playground | 2004 | Windows   | 70%   |
| Computer Gaming World (CGW)    | 1997 | Windows   | 70%   |
| GameSpot                       | 1997 | Windows   | 56%   |